# Perfume (NCT DOJAEJUNGのアルバム)
『Perfume』（パフューム）は、韓国のアイドルグループ・NCTのユニット・NCT DOJAEJUNGのデビューミニアルバム。2023年4月17日にDreamusより発売された。

## 概要
- NCT初のユニット・NCT DOJAEJUNGのデビューミニアルバム。
- 「DOJAEJUNG（ドジェジョン）」は、ドヨン・ジェヒョン・ジョンウから構成されたユニットである。
- タイトル曲「Perfume」をはじめとした、「愛」をテーマにした計6曲で構成されている。

## プロモーション

### トレーラー
- 3月28日、NCTのYouTubeチャンネルより、ドヨン・ジェヒョン・ジョンウのチーム結成を知らせるローンチトレーラー映像「Ready for Launch」を公開[9]。
- 3月29日より、コンセプトティーザーイメージを公開。
3月29日、トレンディーなデニムルックが印象的なコンセプトティザーイメージ「Top Note」を公開[10]。
3月30日、温かく柔らかい感性のコンセプトティザーイメージ「Middle Note」を公開[11]。
3月31日、セクシーで強烈な雰囲気のコンセプトティザーイメージ「Base Note」を公開[12]。
- 4月4日より、個人イメージを公開。
4月4日、「February to April」をキーワードにしたドヨンの予告イメージとムードサンプラー映像を公開[13]。
4月5日、「?!」をキーワードにしたジェヒョンの予告イメージとムードサンプラー映像を公開[14]。「?!」は、ドジェジョンについての「好奇心」を音楽公開後には「驚き」に変えるという意味。
4月6日、「調和」をキーワードにしたジョンウの予告イメージとムードサンプラー映像を公開[15]。
- 4月9日より、収録曲が挿入された全3編のミュージックフィルム「Triangular Theory of Love」を公開[16]。

### ミュージックビデオ
- 4月17日、タイトル曲「Perfume」のミュージックビデオを公開した[17]。
- 4月18日、タイトル曲「Perfume」と収録曲「Kiss」のパフォーマンスビデオが公開された[18]。

### イベント
- 4月16日、ソウルウェーブアートセンター2階展示場にて「NCT DOJAEJUNGローンチデー」を開催した[19]。
- 4月17日、YouTubeなど各種SNSを通じて生配信「NCT DOJAEJUNG ＜Perfume＞ Countdown Live」が行われた[20]。
- 5月4日、国立代々木競技場第一体育館で開催された「Rakuten GirlsAward 2023 SPRING/SUMMER」にて「Kiss」「Dive」「Perfume」の3曲を披露した[21]。
- 6月24日、フィリピン・マニラにてファンコンサート「Scented Symphony: PERFUME FANCON IN MANILA」を開催した[22]。

### リミックスバージョン
- 7月13日、「iScreaM Vol. 24 : Perfume Remixes」が公開された。JafunkバージョンとBronze&Jason Leeバージョンの2つのリミックスバージョンが収録されている[23]。

## チャート成績・評価
- Hanteoチャートの初動基準では、67万2374枚を記録し、歴代K-POPアーティストユニットの初動1位記録を更新した[24]。
- iTunesトップアルバムチャートでは日本、インドネシア、ブラジル、コロンビア、ロシア、トルコ、香港、インド、マレーシア、タイ、シンガポール、ペルー、南アフリカ共和国、ベラルーシ、カザフスタン、フィリピン、ベトナム、ラオスなどの全世界18地域で1位を獲得した[18]。
- タイトル曲「Perfume」は、イギリス『NME』誌が発表した「2023年最高の歌50」に、K-POPアーティストとして唯一選定された[25]。また、『British GQ』誌が発表した「The best songs of 2023」[26]、イギリス『DAZED』誌が発表した「2023年最高のK-POPトラック50（The 50 best K-pop tracks of 2023）」に選定された[27]。

## 収録曲
1. Perfume [2:48]
  - 作詞 ：김수민 (153/Joombas)
  - 作曲 ：Brandon Arreaga、Colin Magalong、Landon Sears、KAELYN BEHR、MZMC
  - 編曲 ：Styalz Fuego、MZMC

R&Bエレクトロパンクジャンルのタイトル曲で[12]、歌詞には愛する相手に自身の香りを残すというメッセージが盛り込まれている[12]。
ポイントダンスでは香水を直観的に表現した動作が用いられている[18]。
2. Kiss [3:01]
  - 作詞 ：박랑 (VERYGOODS)
  - 作曲 ：Sevn Dayz、Jeffrey THE KiDD、Greg Bonnick、Hayden Chapman、Young Chance、JAY JAY
  - 編曲 ：JAY JAY、LDN Noise

夢幻的な雰囲気が印象的なミディアムテンポのR&B曲[28]。
相手に深くはまって抜け出すことができず、ずっと一緒にいたいという気持ちを「Kiss」にたとえている[28]。
3. Dive [3:57]
  - 作詞 ：지유리 (JamFactory)
  - 作曲 ：Greg Bonnick、Hayden Chapman、Lauren Faith
  - 編曲 ：LDN Noise

マイナーなムードが魅力的なミディアムテンポのR&B曲[29]。
歌詞では愛する相手にすっかりハマる気持ちを水に浸るような姿にたとえている[29]。
4. Strawberry Sunday [2:59]
  - 作詞 ：조윤경
  - 作曲 ：JBACH、Mishon Ratliff、David Wilson、MZMC
  - 編曲 ：dwilly、MZMC

毎日相手と一緒にいることで感じるトキメキを盛り込んだR&Bパンクジャンルの楽曲[30]。
5. 후유증(後遺症) (Can We Go Back) [3:23]
  - 作詞 ：강은정
  - 作曲 ：Adam Korbesmeyer、Jerry Lang II、Lena Leon、Jacqueline Young、Ori Dulitzki
  - 編曲 ：Adam Korbesmeyer、Jerry Lang II

愛する人が離れていった後に、昔に戻りたいという気持ちでひどい後遺症を患う姿を淡々と描いたR&Bジャンルの楽曲[28]。
6. 안녕(アンニョン) (Ordinary) [3:18]
  - 作詞 ：밍지션 (minGtion)
  - 作曲 ：밍지션 (minGtion)
  - 編曲 ：밍지션 (minGtion)

好きな人に伝えなかった率直な気持ちを淡泊に書いた歌詞が印象的なバラードナンバー[29]。